# توكيس
بلدية توكيس (بالإسبانية: Toques)‏، هي إحدى بلديات مقاطعة لا كرونيا إحدى مقاطعات إسبانيا، و التي تقع في منطقة جليقية شمال غرب إسبانيا.
يبلغ عدد سكانها 1.573 نسمة وفقاً لإحصائية سنة (2002).